# Peng!
Albums de Stereolab
Switched On
(1992) Transient Random-Noise Bursts With Announcements
(1993)
Peng! est le premier album de Stereolab, sorti en avril 1992.
La chanson Enivrez-Vous est la mise en musique du poème du même nom de Charles Baudelaire.

## Liste des titres
1. Super Falling Star – 3:16
2. Orgiastic – 4:44
3. Peng! 33 – 3:03
4. K-Stars – 4:04
5. Perversion – 5:01
6. You Little Shits – 3:25
7. The Seeming and the Meaning – 3:48
8. Mellotron – 2:47
9. Enivrez-Vous – 3:51
10. Stomach Worm – 6:35
11. Surrealchemist – 7:13